# Katts und Dog
Katts und Dog (Originaltitel: Katts and Dog) ist eine kanadische Familien-Fernsehserie, die erstmals am 17. September 1988 vom kanadischen Fernsehsender CTV und bald darauf vom US-Kabelfernsehsender The CBN Family Channel, der erst kurz davor umbenannt wurde, ausgestrahlt wurde. Die Serie beschäftigt sich hauptsächlich mit der Arbeit des Polizisten und Hundeführers Hank Katts (gespielt von Jesse Collins) und dessen Partner, dem Polizeihund Rinnie (dargestellt vom Deutschen Schäferhund Rudolph Von Holstein III).
Weitere deutsche Alternativtitel der Serie sind Katts & Dog – Zwei wie Hund und Katz oder Katts & Dog – Ein Herz und eine Schnauze. Die deutschsprachige Synchronisierung der von 1988 bis 1993 produzierten und aus 106 bzw. 107 Episoden in fünf Staffeln bestehenden Serie wurde von der Arnold & Richter KG in München unter der Regie von Inez Günther durchgeführt. Die deutschsprachige Erstausstrahlung erfolgte am 8. Dezember 1990 beim damaligen Sender RTL plus.

## Handlung
Die Serie behandelt das Leben und die Arbeit von Hank Katts, der sich als Sohn von Einwanderern im Stahlarbeiter-Milieu hochgearbeitet hat und nach absolvierter Polizeiakademie aufgrund seines losen Mundwerks und seiner Eigenwilligkeit im K-9-Corps, einer Hundestaffel, des Metropolitan Police Departments unterkommt. Dort kommt es bald zu einer sehr erfolgreichen Zusammenarbeit zwischen Katts und dem Deutschen Schäferhund Rinnie, einem direkten Nachfolger des berühmten Rin Tin Tin. Daneben behandelt sie Serie auch das Leben von Katts verwitweter Schwägerin Maggie Davenport und deren 11-jährigen Sohn Stevie Katts, die beide des Öfteren in gefährliche Situationen oder unangenehmen Situationen geraten. Noch in der ersten Staffel scheidet der Charakter der Maggie Davenport aus der Serie, als ihr Charakter bei einem Flugzeugabsturz auf dem Weg nach Südamerika ums Leben kommt. Danach kümmert sich Stevies Großmutter Alice Davenport kurzzeitig zusammen mit Katts um ihren Enkel. In weiterer Folge wird Stevie zu Beginn der dritten Staffel von dessen Onkel Hank Katts adoptiert.

## Besetzung
| Rolle                                                     | Schauspieler             | Hauptrolle (Staffel) | Nebenrolle (Staffel) | Synchronsprecher |
| --------------------------------------------------------- | ------------------------ | -------------------- | -------------------- | ---------------- |
| Officer Hank Katts                                        | Jesse Collins            | 1–5                  |                      |                  |
| Steve Katts                                               | Andrew Bednarski         | 1–5                  |                      |                  |
| Rinnie (im Frankokanadischen: Rudy; im Englischen: Rinty) | Rudolph Von Holstein III | 1–5                  |                      |                  |
| Officer Lou Adams                                         | Dan Martin               | 1–5                  |                      |                  |
| Maggie Davenport                                          | Cali Timmins             | 1                    |                      |                  |
| Alice Davenport                                           | Sharon Acker             |                      | 1                    |                  |
| Captain Cullen Murdoch                                    | Ken Pogue                |                      | 1                    |                  |
| Officer Renee Daumier                                     | Denise Virieux           |                      | 2–5                  |                  |
| Officer Leah McCray                                       | Nancy Anne Sakovich      |                      | 3–5                  |                  |
| Sergeant Callahan                                         | Peter MacNeill           |                      | 1–2                  |                  |
| Sergeant O.C. Phillips                                    | Phil Jarrett             |                      | 3–5                  |                  |
| Officer Ron Nakamura                                      | Denis Akiyama            |                      | 1–5                  |                  |
| Dalfort                                                   | Jean-Paul Solal          |                      | 2–4                  |                  |
| Buddy                                                     | Stuart Stone             |                      | 2–5                  |                  |
| Dr. Seusse                                                | Janine Manatis           |                      | 2–5                  |                  |
| Dr. Jane Quinn                                            | Ann-Marie MacDonald      |                      | 1–4                  |                  |

## DVD-Veröffentlichungen
Zu DVD-Veröffentlichungen kam es bis dato (Stand: November 2015) lediglich auf Französisch und ohne Untertitel. Davon wurden jedoch auch nur einige der insgesamt 106 bis 107 Episoden in insgesamt drei DVD-Boxen herausgebracht.

## Spin-off
Als Spin-off wurde im Jahre 1991 der abendfüllende Fernsehfilm Officer Katts and Rudy visit Paris, der auch unter dem Titel Rin Tin Tin and the Paris Conspiracy bekannt ist, herausgebracht. Der Film, in dem eine paramilitärische Gruppierung von Paris aus die Weltherrschaft erringen möchte, feierte seine Premiere am 1. Dezember 1991.

## Trivia
Während der Deutsche Schäferhund im frankophonen Kanada unter dem Namen Rudy bekannt ist, hieß der Hund in der Fassung, in den USA unter dem Titel Rin Tin Tin: K-9 Cop ausgestrahlt wurde Rinty bzw. wie sein berühmter Vorgänger Rin Tin Tin. In der französischen Fassung, die auf dem heute nicht mehr existierenden Sender La Cinq ausgestrahlt wurde, lautete der Name des Hundes ebenfalls Rinty, während die Serie den Titel Rintintin Junior trug.
Besondere Beliebtheit hatte die Serie auch in den diversen Nachfolgestaaten der Sowjetunion.
Die Serie wurde vor allem in der größten Stadt Kanadas, Toronto, gedreht. Weiterer Handlungs- und Drehort war unter anderem die französische Hauptstadt Paris.

## Nominierungen
- 1991: Youth in Film Award in der Kategorie „Best Young Actor Co-starring in a Cable Series“ für Andrew Bednarski[4]
- 1992: Youth in Film Award in der Kategorie „Best Young Actor Co-starring in an Off-Primetime or Cable Series“ für Andrew Bednarski[5]
- 1993: Youth in Film Award in der Kategorie „Best Young Actor Starring in an Off-Primetime Series“ für Andrew Bednarski[6]